# Grand Prix automobile du Mexique 1964
GP précédent GP suivant
Le Grand Prix du Mexique 1964 (III° Gran Premio de Mexico), disputé sur le circuit de Mexico le 25 octobre 1964, est la cent-trente-et-unième épreuve du championnat du monde de Formule 1 courue depuis 1950 et la dixième et dernière manche du championnat 1964.

## Contexte avant la course

### Le championnat du monde
Depuis 1961, la Formule 1 suit la réglementation 1 500 cm3 (dérivée de l'ancienne Formule 2 de la période 1957 à 1960). Initialement prévue pour une période de trois ans, la formule a été prolongée de deux années supplémentaires par la Commission sportive internationale, garantissant la stabilité technique jusqu'à fin 1965. La réglementation s'appuie sur les points suivants :
- interdiction des moteurs suralimentés
- cylindrée minimale : 1 300 cm3
- cylindrée maximale : 1 500 cm3
- poids minimal : 450 kg (à sec)
- double circuit de freinage obligatoire
- arceau de sécurité obligatoire (le haut du cerceau devant dépasser le casque du pilote)
- démarreur de bord obligatoire
- carburant commercial
- ravitaillement en huile interdit durant la course

Alors qu'à mi-saison Jim Clark, avec trois victoires à son actif, était en position de force pour s'adjuger un deuxième titre mondial consécutif, la série noire ayant ensuite frappé le champion écossais l'a relégué au rang d'outsider à la veille de la dernière épreuve. Pour que la couronne reste sur ses épaules, il ne suffit pas que l'Écossais du Lotus remporte la course, il faut également que ni le «ferrariste» John Surtees ni Graham Hill ne se classe deuxième, voire troisième pour le pilote BRM. Si Hill a les meilleures chances d'être sacré, un succès de Surtees assurerait toutefois le titre à l'ancien motard, quels que soient les résultats de ses rivaux.

#### Chances des prétendants au titre
- Surtees est champion du monde 1964 si :
- Il gagne, quels que soient les classements de Hill et Surtees.
- Il termine second et Hill ne fait pas mieux que quatrième, quel que soit le classement de Clark).

- Clark est champion du monde 1964 si :
- Il gagne, Surtees ne termine pas deuxième et Hill ne fait pas mieux que quatrième.

- Dans tous les autres cas de figure, Hill remporte le titre.

### Le circuit

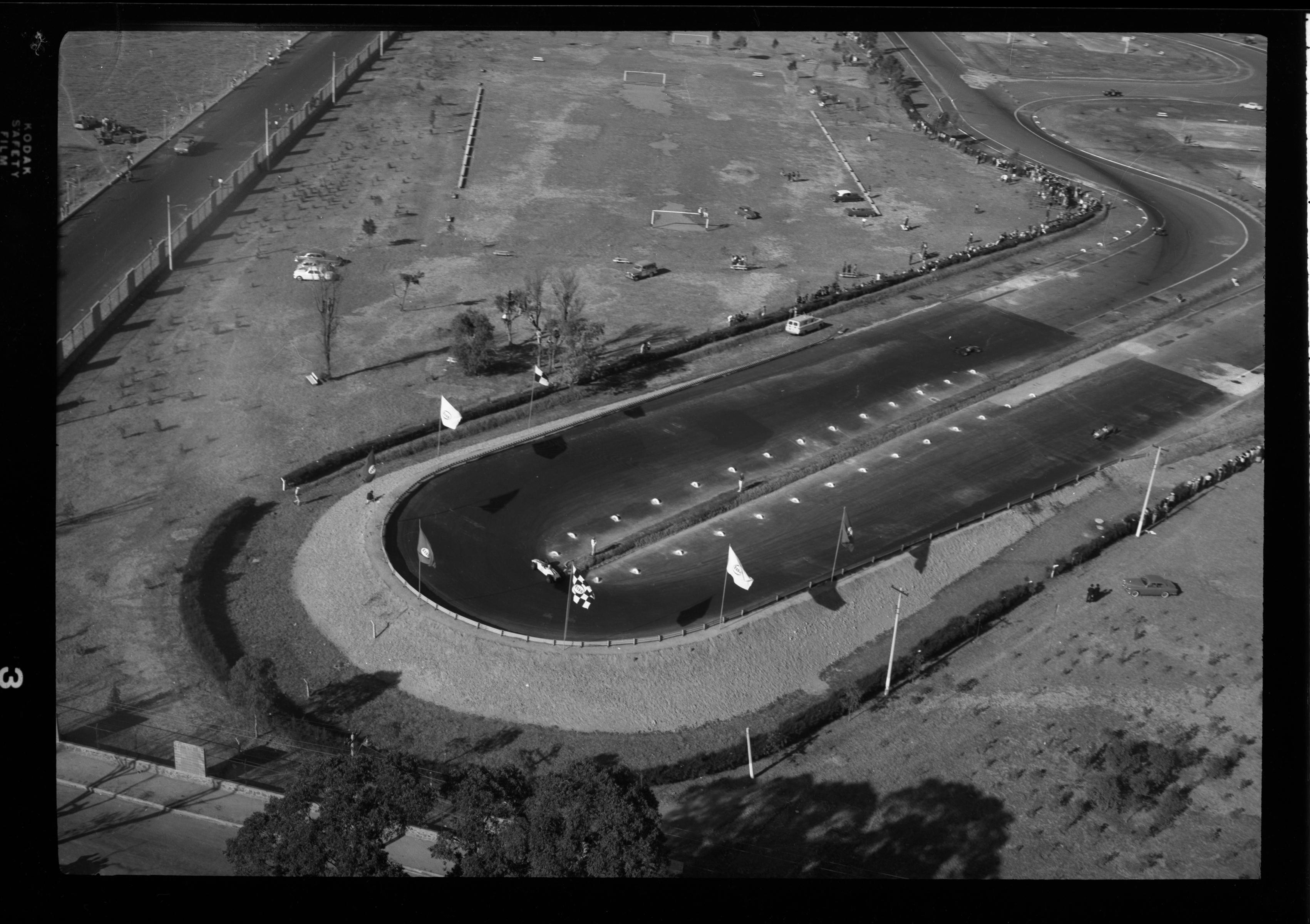
L'épingle (Horquilla), à l'extrémité sud du circuit de Mexico.

Inauguré en 1959 par des courses de voitures de tourisme, le circuit Magdalena Mixhuca se situe dans un parc de la banlieue sud-est de Mexico. Très moderne, il comporte d'immenses tribunes couvertes et de très grands stands faisant office de garages. C'est sur le tracé de cinq kilomètres, empruntant partiellement l'anneau de vitesse, qu'eut lieu, hors championnat, le premier Grand Prix du Mexique, en 1962, épreuve endeuillée par la disparition tragique de Ricardo Rodríguez lors des essais. L'altitude élevée (2 285 mètres) pénalise les moteurs, qui y perdent environ vingt pour cent de leur puissance. Lors de l'édition 1963 du Grand Prix, Jim Clark avait établi un nouveau record de la piste, réalisant un tour à 152,4 km/h de moyenne au volant de sa Lotus.

## Monoplaces en lice
Note : en raison de l'altitude élevée du circuit de Mexico, la puissance maximale est réduite d'environ 25 chevaux par rapport à celle indiquée.
- Lotus 25 & 33 "Usine"

Comme à Watkins Glen, le Team Lotus engage une Lotus 25C pour Jim Clark et deux 33 pour Mike Spence et Moisés Solana (Clark ayant toutefois la possibilité de disposer à sa guise des monoplaces de ses coéquipiers). Les deux modèles sont techniquement très proches, la 33 étant une évolution du modèle 25 à structure monocoque, disposant de suspensions améliorées, panneaux d'aluminium affinés. Ces améliorations ayant par la suite été greffées au modèle 25 (devenu 25C), les trois monoplaces présentes à Mexico sont quasiment identiques. Pesant 455 kg à vide, elles sont toutes trois dotées d'un moteur V8 Coventry Climax FWMV à injection délivrant 205 chevaux à 9600 tr/min et d'une boîte de vitesses ZF à cinq rapports.
- Lotus 25 privées

L'équipe de Tim Parnell a amené deux de ses Lotus 25 à moteur V8 BRM (d'une puissance d'environ 200 chevaux) et boîte cinq vitesses Hewland, confiées à Mike Hailwood et Chris Amon.
- BRM P261 "Usine"

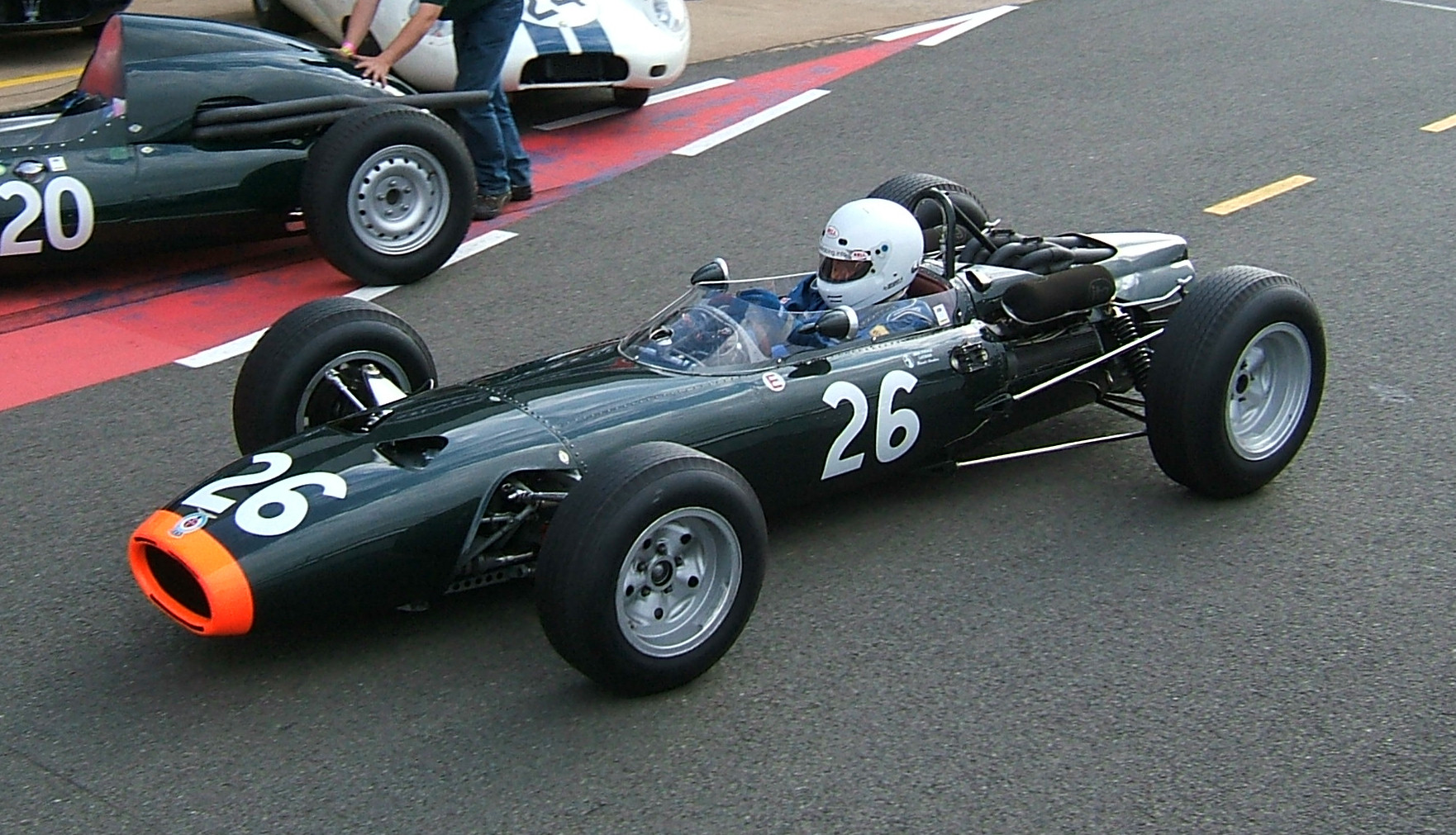
Une BRM P261 dans sa version avec collecteur d'échappement central.

Trois BRM P261 avaient été initialement engagées par le constructeur de Bourne, A. J. Foyt ayant été invité à disputer les deux dernières épreuves du championnat au côté de Graham Hill et Richie Ginther. Le pilote texan a finalement renoncé et la monoplace qui lui était destinée sert de mulet. Les P261 sont dotées d'un moteur V8 alimenté par un système d'injection indirecte Lucas développant 210 chevaux à 11000 tr/min et d'une boîte de vitesses à six rapports. Elles pèsent 450 kg à vide. La voiture de réserve est encore équipée d'une version moteur à échappements latéraux, contrairement aux deux autres monoplaces qui bénéficient d'une version évoluée, avec collecteur d'échappement placé au centre du vé, la nouvelle implantation apportant une plus grande souplesse d'utilisation.
- Brabham BT7 & BT11 "Usine"

Jack Brabham et Dan Gurney disposent de leurs monoplaces usuelles, une BT11 pour le pilote-constructeur et une BT7 de 1963 pour le Californien. De construction plus récente, la BT11 ne diffère de la BT7 que par son capot moteur affiné et ses panneaux latéraux, en fibre de verre, qui permettent de ramener son poids de 470 à 460 kg. Leur châssis multitubulaire est doté de suspensions à doubles triangles. Elles utilisent un moteur  V8 Climax à injection accouplé à une boîte de vitesses Hewland à cinq rapports.
- Brabham BT7 & BT11 privées

Rob Walker aligne une Brabham BT7 à moteur V8 Climax pour Joakim Bonnier et une BT11 à moteur V8 BRM pour Hap Sharp, ces deux monoplaces étant équipées d'une boîte six vitesses Colotti. Bien que disposant de sa propre voiture (identique à celle de Sharp), Joseph Siffert court désormais sous les couleurs de cette équipe.
- Ferrari 158, 1512 & 156 "Usine"

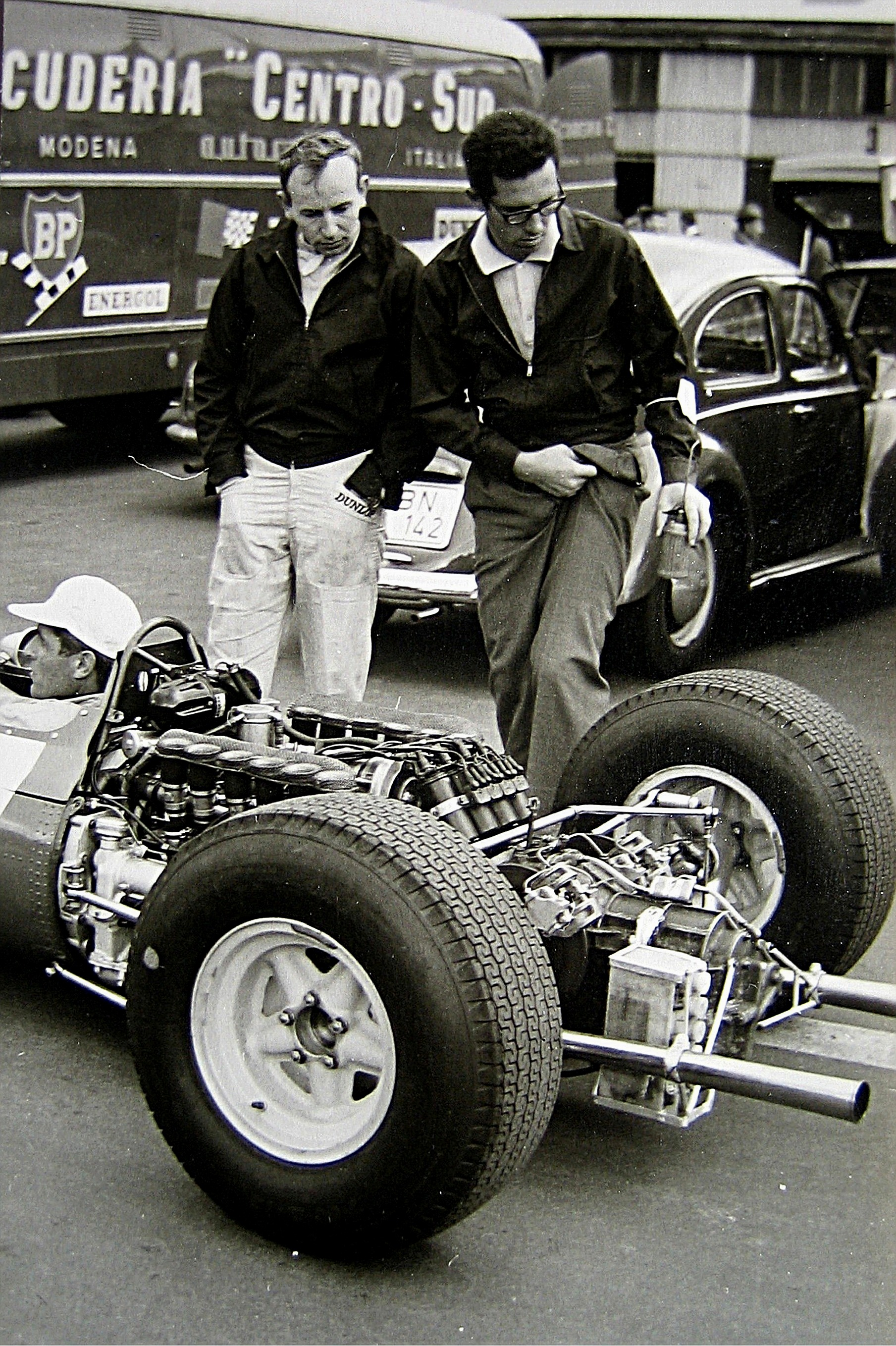
Seul Lorenzo Bandini disposera de la nouvelle Ferrari 1512, à moteur douze cylindres.

Le conflit entre la Scuderia Ferrari et la Fédération automobile italienne au sujet de l'homologation en catégorie «Sport» de la Ferrari 250 LM étant toujours latent, les monoplaces de Maranello sont une nouvelle fois engagées sous les couleurs (bleu et blanc) du North American Racing Team, dirigé par Luigi Chinetti. Lorenzo Bandini pilote de nouveau la 1512 à moteur douze cylindres qu'il a fait débuter à Watkins Glen tandis que John Surtees peut disposer des deux 158 à moteur V8. L'ancienne 156 Aero (moteur V6) a été confiée pour la circonstance à Pedro Rodríguez. Les châssis de ces différents modèles sont pratiquement identiques ( structure monocoque, même type de suspension avant et arrière, freins à disques Dunlop montés dans les roues à l'avant et "inboard" à l'arrière), la 1512 ayant toutefois un empattement de 2,40 m contre 2,38 m pour les 158 et 156. Elle pèse 475 kg à vide et son moteur douze cylindres à plat, alimenté par un système d'injection directe Lucas, fournit 220 chevaux à 11500 tr/min. Alimentées par un système d'injection directe Bosch, les 158 et 156 Aero sont moins puissantes (210 chevaux à 11000 tr/min pour le V8, 205 chevaux à 10500 tr/min pour le V6) et pèsent respectivement 468 et 460 kg. Toutes utilisent une boîte de vitesses longitudinale à cinq rapports,.
- Cooper T73 "Usine"

Bruce McLaren et Phil Hill pilotent leurs habituelles T73. Ces monoplaces à châssis multitubulaire utilisent un moteur V8 Climax à injection accouplé à une boîte six vitesses conçue et réalisée en interne. Elles pèsent 460 kg à vide. Malgré les améliorations constantes apportées par leur concepteur Owen Maddock, elles ont souvent été dominées par leurs concurrentes et n'ont remporté aucune course cette saison. De plus, les deux mêmes voitures ont été utilisées toute l'année et les châssis ne sont plus en très bon état.
- BRP Mk2 "Usine"

Le British Racing Partnership aligne ses deux Mk2, à châssis monocoque, pour Innes Ireland et Trevor Taylor. Dotées d'un moteur V8 et d'une boîte six vitesses BRM et pèsent 465 kg à vide. Malgré une encourageante victoire d'Ireland au Daily Mirror Trophy à Snetterton en mars, la saison, émaillée de nombreux accidents, s'est révélée désastreuse pour la petite équipe britannique qui est sur le point de cesser ses activités en Formule 1.

## Coureurs inscrits
| no | Pilote          | Écurie                      | Constructeur | Modèle           | N° châssis | Moteur                        | Pneumatiques |
| -- | --------------- | --------------------------- | ------------ | ---------------- | ---------- | ----------------------------- | ------------ |
| 1  | Jim Clark       | Team Lotus                  | Lotus        | Lotus 33         | 33 R9      | Coventry Climax FWMV MkIII V8 | D            |
| 2  | Mike Spence     | Team Lotus                  | Lotus        | Lotus 25C        | 25 R6      | Coventry Climax FWMV MkIII V8 | D            |
| 3  | Graham Hill     | Owen Racing Organisation    | BRM          | BRM P261         | 2616       | BRM P60 V8                    | D            |
| 3T | Graham Hill     | Owen Racing Organisation    | BRM          | BRM P261         | 2615       | BRM P60 V8                    | D            |
| 4  | Richie Ginther  | Owen Racing Organisation    | BRM          | BRM P261         | 2613       | BRM P60 V8                    | D            |
| 5  | Jack Brabham    | Brabham Racing Organisation | Brabham      | Brabham BT11     | F1-1-64    | Coventry Climax FWMV MkIII V8 | D            |
| 6  | Dan Gurney      | Brabham Racing Organisation | Brabham      | Brabham BT7      | F1-1-63    | Coventry Climax FWMV MkIII V8 | D            |
| 7  | John Surtees    | North American Racing Team  | Ferrari      | Ferrari 158      | 158/0005   | Ferrari 205B V8               | D            |
| 7T | John Surtees    | North American Racing Team  | Ferrari      | Ferrari 158      | 158/0006   | Ferrari 205B V8               | D            |
| 8  | Lorenzo Bandini | North American Racing Team  | Ferrari      | Ferrari 1512     | 1512/0007  | Ferrari 207 F12               | D            |
| 9  | Bruce McLaren   | Cooper Car Company          | Cooper       | Cooper T73       | F1-1-64    | Coventry Climax FWMV MkIII V8 | D            |
| 10 | Phil Hill       | Cooper Car Company          | Cooper       | Cooper T73       | F1-2-64    | Coventry Climax FWMV MkIII V8 | D            |
| 11 | Innes Ireland   | British Racing Partnership  | BRP          | BRP MkII         | BRP/2-64   | BRM P56 V8                    | D            |
| 12 | Trevor Taylor   | British Racing Partnership  | BRP          | BRP MkII         | BRP/3-64   | BRM P56 V8                    | D            |
| 14 | Mike Hailwood   | Reg Parnell Racing          | Lotus        | Lotus 25         | 25 R4      | BRM P56 V8                    | D            |
| 15 | Chris Amon      | Reg Parnell Racing          | Lotus        | Lotus 25         | 25 R4      | BRM P56 V8                    | D            |
| 16 | Joakim Bonnier  | Rob Walker Racing Team      | Brabham      | Brabham BT7      | F1-2-63    | Coventry Climax FWMV MkII V8  | D            |
| 17 | Moisés Solana   | Team Lotus                  | Lotus        | Lotus 33         | 33 R8      | Coventry Climax FWMV MkIII V8 | D            |
| 18 | Pedro Rodríguez | North American Racing Team  | Ferrari      | Ferrari 156 Aero | 156/0004   | Ferrari 178 V6                | D            |
| 22 | Joseph Siffert  | Rob Walker Racing Team      | Brabham      | Brabham BT11     | F1-6-64    | BRM P56 V8                    | D            |
| 23 | Hap Sharp       | Rob Walker Racing Team      | Brabham      | Brabham BT11     | F1-4-64    | BRM P56 V8                    | D            |
| 24 | A. J. Foyt      | Owen Racing Organisation    | BRM          | BRM P261         | 2615       | BRM P60 V8                    | D            |

## Qualifications
Deux séances qualificatives de quatre heures chacune sont prévues, les vendredi et samedi précédant la course.

### Première séance - vendredi 23 octobre
La première séance qualificative se déroule sous le soleil, le vendredi après-midi. En raison de la perte de puissance due à l'altitude, la plupart des équipes se retrouvent avec des rapports de boîte de vitesses et des réglages de carburation inadaptés, et dans un premier temps les pilotes restent loin des performances de l'année précédente. Au volant de sa Lotus 25, Jim Clark est parmi les plus rapides, à quatre secondes toutefois de son temps record de 1963. Des problèmes de carburation l'incitent alors à essayer la Lotus 33 de son coéquipier Mike Spence avec laquelle il réalise d'emblée de bien meilleurs temps. À mi-séance, il figure en haut du tableau, avec un tour à 15 km/h de moyenne. Il précède de huit dixièmes de seconde la Ferrari de Lorenzo Bandini, dont le moteur douze cylindres semble mieux s'accommoder du manque d'oxygène que les huit cylindres.
Le système de chronométrage automatique tombe peu après en panne de batterie, aussi les relevés de cette session vont-ils être effectués au chronomètre mécanique, avec une précision d'un dixième de seconde au lieu d'un centième. Clark va tourner à nouveau avec les deux voitures, et finira par opter définitivement pour celle initialement dévolue à son coéquipier après avoir à son volant réalisé un tour à 153 km/h de moyenne, que personne n'approchera, Dan Gurney et sa Brabham échouant à neuf dixièmes de seconde du champion du monde, précédant de peu Bandini et son coéquipier John Surtees qui a passé du temps à affiner la mise au point des deux Ferrari V8 dont il dispose.
| Pos. | Pilote          | Écurie         | Temps        | Écart   |
| ---- | --------------- | -------------- | ------------ | ------- |
| 1    | Jim Clark       | Lotus-Climax   | 1 min 57 s 6 |         |
| 2    | Dan Gurney      | Brabham-Climax | 1 min 58 s 5 | + 0 s 9 |
| 3    | Lorenzo Bandini | Ferrari        | 1 min 58 s 6 | + 1 s 0 |
| 4    | John Surtees    | Ferrari        | 1 min 58 s 7 | + 1 s 1 |
| 5    | Graham Hill     | BRM            | 1 min 59 s 8 | + 2 s 2 |
| 6    | Jack Brabham    | Brabham-Climax | 2 min 00 s 9 | + 3 s 3 |
| 7    | Pedro Rodríguez | Ferrari        | 2 min 00 s 9 | + 3 s 3 |
| 8    | Mike Spence     | Lotus-Climax   | 2 min 01 s 2 | + 3 s 6 |
| 9    | Richie Ginther  | BRM            | 2 min 01 s 4 | + 3 s 8 |
| 10   | Bruce McLaren   | Cooper-Climax  | 2 min 01 s 7 | + 4 s 1 |
| 11   | Phil Hill       | Cooper-Climax  | 2 min 02 s 0 | + 4 s 4 |
| 12   | Joseph Siffert  | Brabham-BRM    | 2 min 02 s 0 | + 4 s 4 |
| 13   | Joakim Bonnier  | Brabham-Climax | 2 min 02 s 3 | + 4 s 7 |
| 14   | Innes Ireland   | BRP-BRM        | 2 min 02 s 9 | + 5 s 3 |
| 15   | Chris Amon      | Lotus-BRM      | 2 min 03 s 1 | + 5 s 5 |
| 16   | Moisés Solana   | Lotus-Climax   | 2 min 04 s 3 | + 6 s 7 |
| 17   | Trevor Taylor   | BRP-BRM        | 2 min 04 s 9 | + 7 s 3 |
| 18   | Mike Hailwood   | Lotus-BRM      | 2 min 05 s 9 | + 8 s 3 |
| 19   | Hap Sharp       | Brabham-BRM    | 2 min 06 s 9 | + 9 s 3 |

### Deuxième séance - samedi 24 octobre
Le temps est légèrement couvert le samedi après-midi, mais il fait aussi chaud que la veille. Chez Lotus, les numéros des voitures de Clark et Spence ont été échangés, le pilote écossais ayant décidé de garder le modèle le plus récent. Clark est le premier à prendre la piste et va de nouveau se montrer régulièrement le plus rapide au cours des quatre heures de la session, conquérant une nouvelle pole position grâce à un tour à 153,5 km/h de moyenne. Seul Gurney parviendra à se maintenir à moins d'une seconde du pilote Lotus, tous les autres étant relégués à deux secondes et plus ; l'Américain s'élancera donc de l'extérieur de la première ligne. Bandini et Surtees se sont montrés moins rapides que le vendredi, mais conservent toutefois leurs places en deuxième ligne. Son moteur manquant de puissance à cause d'un problème de soupapes, Graham Hill n'a pas été en mesure d'améliorer et devra se contenter d'une place à l'extérieur de la troisième ligne, grâce au temps réalisé la veille sur sa voiture de réserve, au côté de la Lotus de Mike Spence qui a réalisé la troisième meilleure performance de cette séance.
| Pos. | Pilote          | Écurie         | Temps         | Écart     |
| ---- | --------------- | -------------- | ------------- | --------- |
| 1    | Jim Clark       | Lotus-Climax   | 1 min 57 s 24 |           |
| 2    | Dan Gurney      | Brabham-Climax | 1 min 58 s 10 | + 0 s 86  |
| 3    | Mike Spence     | Lotus-Climax   | 1 min 59 s 21 | + 1 s 97  |
| 4    | Lorenzo Bandini | Ferrari        | 1 min 59 s 60 | + 2 s 36  |
| 5    | John Surtees    | Ferrari        | 1 min 59 s 68 | + 2 s 44  |
| 6    | Jack Brabham    | Brabham-Climax | 1 min 59 s 99 | + 2 s 75  |
| 7    | Graham Hill     | BRM            | 2 min 00 s 10 | + 2 s 86  |
| 8    | Joakim Bonnier  | Brabham-Climax | 2 min 00 s 17 | + 2 s 93  |
| 9    | Pedro Rodríguez | Ferrari        | 2 min 00 s 97 | + 3 s 73  |
| 10   | Bruce McLaren   | Cooper-Climax  | 2 min 01 s 12 | + 3 s 88  |
| 11   | Richie Ginther  | BRM            | 2 min 01 s 15 | + 3 s 91  |
| 12   | Chris Amon      | Lotus-BRM      | 2 min 01 s 17 | + 3 s 93  |
| 13   | Joseph Siffert  | Brabham-BRM    | 2 min 01 s 37 | + 4 s 13  |
| 14   | Moisés Solana   | Lotus-Climax   | 2 min 01 s 43 | + 4 s 19  |
| 15   | Phil Hill       | Cooper-Climax  | 2 min 02 s 06 | + 4 s 82  |
| 16   | Innes Ireland   | BRP-BRM        | 2 min 02 s 35 | + 5 s 11  |
| 17   | Mike Hailwood   | Lotus-BRM      | 2 min 04 s 11 | + 6 s 87  |
| 18   | Hap Sharp       | Brabham-BRM    | 2 min 07 s 20 | + 9 s 96  |
| 19   | Trevor Taylor   | BRP-BRM        | 2 min 09 s 46 | + 12 s 22 |

### Tableau final des qualifications
| Pos. | Pilote          | Écurie         | Temps         | Écart    | Commentaire               |
| ---- | --------------- | -------------- | ------------- | -------- | ------------------------- |
| 1    | Jim Clark       | Lotus-Climax   | 1 min 57 s 24 |          | temps réalisé le samedi   |
| 2    | Dan Gurney      | Brabham-Climax | 1 min 58 s 10 | + 0 s 86 | temps réalisé le samedi   |
| 3    | Lorenzo Bandini | Ferrari        | 1 min 58 s 6  | + 1 s 36 | temps réalisé le vendredi |
| 4    | John Surtees    | Ferrari        | 1 min 58 s 7  | + 1 s 46 | temps réalisé le vendredi |
| 5    | Mike Spence     | Lotus-Climax   | 1 min 59 s 21 | + 1 s 97 | temps réalisé le samedi   |
| 6    | Graham Hill     | BRM            | 1 min 59 s 8  | + 2 s 56 | temps réalisé le vendredi |
| 7    | Jack Brabham    | Brabham-Climax | 1 min 59 s 99 | + 2 s 75 | temps réalisé le samedi   |
| 8    | Joakim Bonnier  | Brabham-Climax | 2 min 00 s 17 | + 2 s 93 | temps réalisé le samedi   |
| 9    | Pedro Rodríguez | Ferrari        | 2 min 00 s 9  | + 3 s 66 | temps réalisé le vendredi |
| 10   | Bruce McLaren   | Cooper-Climax  | 2 min 01 s 12 | + 3 s 88 | temps réalisé le samedi   |
| 11   | Richie Ginther  | BRM            | 2 min 01 s 15 | + 3 s 91 | temps réalisé le samedi   |
| 12   | Chris Amon      | Lotus-BRM      | 2 min 01 s 17 | + 3 s 93 | temps réalisé le samedi   |
| 13   | Joseph Siffert  | Brabham-BRM    | 2 min 01 s 37 | + 4 s 13 | temps réalisé le samedi   |
| 14   | Moisés Solana   | Lotus-Climax   | 2 min 01 s 43 | + 4 s 19 | temps réalisé le samedi   |
| 15   | Phil Hill       | Cooper-Climax  | 2 min 02 s 0  | + 4 s 76 | temps réalisé le vendredi |
| 16   | Innes Ireland   | BRP-BRM        | 2 min 02 s 35 | + 5 s 11 | temps réalisé le samedi   |
| 17   | Mike Hailwood   | Lotus-BRM      | 2 min 04 s 11 | + 6 s 87 | temps réalisé le samedi   |
| 18   | Trevor Taylor   | BRP-BRM        | 2 min 04 s 9  | + 7 s 66 | temps réalisé le vendredi |
| 19   | Hap Sharp       | Brabham-BRM    | 2 min 06 s 9  | + 9 s 66 | temps réalisé le vendredi |

- Note : la précision des temps relevés manuellement le vendredi est du dixième de seconde.

## Grille de départ

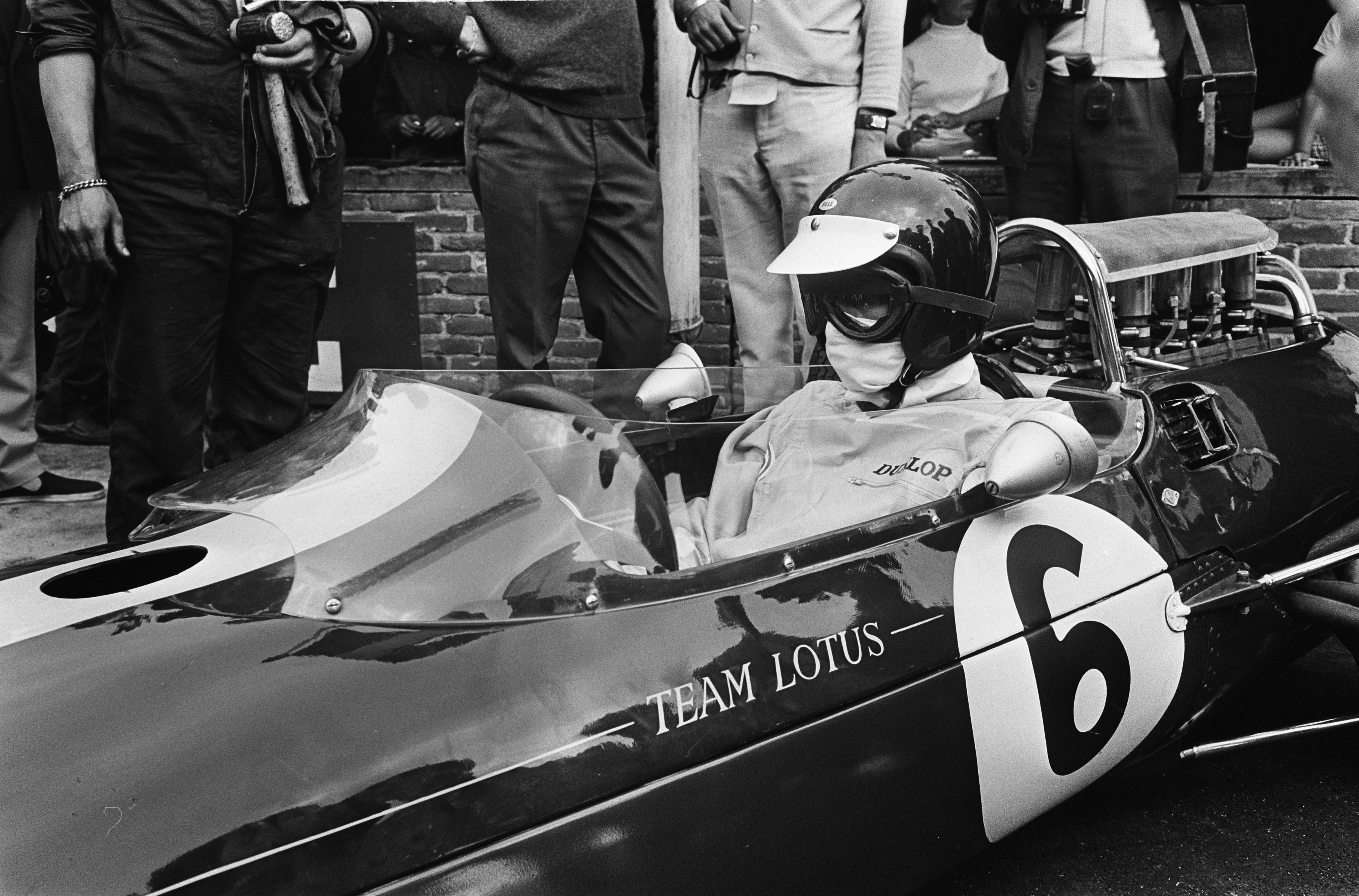
Jim Clark et sa Lotus 33 partiront une nouvelle fois en pole position.

|           | 1re ligne                     | Pos. 2                       |                               | Pos. 1                          |
|           |                               | Gurney Brabham 1 min 58 s 10 |                               | Clark Lotus 1 min 57 s 24       |
| 2e ligne  | Pos. 4                        |                              | Pos. 3                        |                                 |
|           | Surtees Ferrari 1 min 58 s 70 |                              | Bandini Ferrari 1 min 58 s 60 |                                 |
| 3e ligne  |                               | Pos. 6                       |                               | Pos. 5                          |
|           |                               | G. Hill BRM 1 min 59 s 80    |                               | Spence Lotus 1 min 59 s 21      |
| 4e ligne  | Pos. 8                        |                              | Pos. 7                        |                                 |
|           | Bonnier Brabham 2 min 00 s 17 |                              | Brabham 1 min 59 s 99         |                                 |
| 5e ligne  |                               | Pos. 10                      |                               | Pos. 9                          |
|           |                               | McLaren Cooper 2 min 01 s 12 |                               | Rodríguez Ferrari 2 min 00 s 90 |
| 6e ligne  | Pos. 12                       |                              | Pos. 11                       |                                 |
|           | Amon Lotus 2 min 01 s 17      |                              | Ginther BRM 2 min 01 s 15     |                                 |
| 7e ligne  |                               | Pos. 14                      |                               | Pos. 13                         |
|           |                               | Solana Lotus 2 min 01 s 43   |                               | Siffert Brabham 2 min 01 s 37   |
| 8e ligne  | Pos. 16                       |                              | Pos. 15                       |                                 |
|           | Ireland BRP 2 min 02 s 35     |                              | P. Hill Cooper 2 min 02 s 00  |                                 |
| 9e ligne  |                               | Pos. 18                      |                               | Pos. 17                         |
|           |                               | Taylor BRP 2 min 04 s 90     |                               | Hailwood Lotus 2 min 04 s 11    |
| 10e ligne |                               |                              | Pos. 19                       |                                 |
|           |                               |                              | Sharp Brabham 2 min 06 s 90   |                                 |

## Déroulement de la course

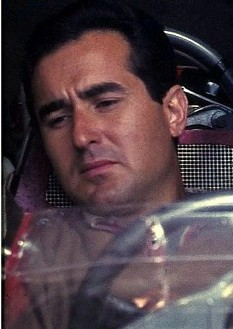
L'attitude de Lorenzo Bandini durant la course a eu un impact crucial sur l'attribution du titre mondial.

Le départ est donné sous un chaud soleil, le dimanche après-midi, devant soixante-cinq mille spectateurs. Jim Clark, en pole position sur sa Lotus, réalise un envol parfait, alors que ses rivaux pour le titre, Graham Hill et John Surtees s'élancent dans de très mauvaises conditions : occupé à réparer l'élastique de ses lunettes, Hill a loupé le signal et sa BRM se trouve enfermée au milieu du peloton, tandis que le moteur de la Ferrari de Surtees a des ratés. Clark repasse détaché devant les stands, avec deux secondes d'avance sur la Brabham de Dan Gurney. Lorenzo Bandini, troisième sur sa Ferrari, est un peu plus loin, à la tête d'un peloton comprenant la Lotus de Mike Spence et les Brabham de Joakim Bonnier et Jack Brabham. Hill est seulement dixième, à sept secondes, mais s'apprête à dépasser son coéquipier Richie Ginther ; trois rangs plus loin, Surtees entame également sa remontée, son moteur ayant retrouvé sa pleine puissance. Durant les deux boucles suivantes, Gurney parvient à tenir le rythme de Clark, les deux hommes ayant creusé l'écart sur Bandini et Spence. Revenu en septième position, Hill ne compte plus que deux à trois secondes de retard sur Brabham et Bonnier, tandis que Surtees, maintenant dixième, talonne la Cooper de Bruce McLaren. Clark commence alors à accélérer la cadence et en deux tours parvient à porter son avance sur Gurney à cinq secondes. Derrière, le trio Bandini/Spence/Brabham compte déjà plus de dix secondes de retard sur la Lotus de tête, tandis que Hill, qui vient de passer Bonnier (lui-même sur le point d'être rejoint par Surtees), en est à quinze secondes. Hill continue sa progression et parvient à doubler Brabham au huitième tour, puis Spence au dixième. Clark possède alors six secondes d'avance sur Gurney et seize sur Bandini, qui est désormais sous la menace directe du pilote BRM tandis que Surtees, remonté en septième position, s'apprête à attaquer Brabham. Celui-ci dépasse peu après Spence, bientôt imité par Surtees, alors que Hill parvient à déposséder Bandini de la troisième place. Le pilote italien ne se fait toutefois pas distancer par le Britannique, et va dès lors l'attaquer tour après tour au freinage de l'épingle, Hill défendant vaillamment une position qui lui assurerait le titre mondial. Tandis que Clark accentue très légèrement son avance sur Gurney, Surtees parvient à se débarrasser de Brabham ; il est désormais cinquième, quelques secondes derrière son coéquipier. Alors qu'on approche de la mi-course, sous la domination de Clark qui possède maintenant une douzaine de secondes d'avance sur Gurney, Hill et Bandini sont toujours au coude à coude, l'anglais ayant à plusieurs reprises montré le poing à son adversaire qui prend énormément de risques au freinage de l'épingle, tentant de passer à tout prix. Et au trente-et-unième tour survient l'accrochage, la Ferrari de Bandini percutant l'arrière de la BRM ! Les deux voitures partent en tête-à-queue. Si Bandini parvient à repartir juste derrière son coéquipier Surtees, Hill est moins chanceux : les sorties d'échappement de son moteur ont été pliées et il doit rejoindre son stand pour les faire couper ; il repartira très attardé.
Clark retrouve dès lors toutes ses chances de conserver son titre de champion du monde, sa position en tête devant Gurney lui assurant un nombre de points suffisant. Un instant troisième, Surtees est bientôt doublé par Bandini, qui grâce à son moteur douze cylindres, dispose de plus de puissance. Brabham, alors cinquième, devant la Ferrari de Pedro Rodríguez qui a dépassé Spence à la faveur d'un tête-à-queue du deuxième pilote Lotus, doit s'arrêter au stand pour tenter de remédier à un problème d'allumage, perdant toute chance de bien figurer. Les positions en tête semblent désormais figées, Clark, avec plus d'une quinzaine secondes d'avance sur Gurney, se dirigeant vers un second titre consécutif. Mais, à sept tours de l'arrivée, alors que tout semble joué, une fuite d'huile se déclare sur la Lotus numéro 1, une conduite s'étant fendue. Clark se rend bientôt compte de la situation et tente de ménager au mieux son moteur, tout en essayant de ne pas se faire rattraper par le pilote californien. Celui-ci le rejoint toutefois à seulement un tour du but, juste avant que le moteur de la Lotus ne serre. Gurney entame la dernière boucle avec plus d'une minute d'avance sur Bandini et Surtees. Dans le camp Ferrari, on fait alors signe à Bandini de ralentir et de laisser passer son coéquipier, le pilote italien s'exécutant aussitôt. Gurney remporte la victoire mais Surtees, grâce à sa deuxième place, s'octroie le titre mondial. Sans cette stratégie d'équipe, la couronne serait revenue à Graham Hill. Après avoir facilement repris l'avantage sur Rodríguez, Spence termine finalement quatrième, douze secondes derrière Bandini.

### Classements intermédiaires
Classements intermédiaires des monoplaces aux premier, troisième, cinquième, dixième, vingtième, trentième, quarantième, cinquantième et soixantième tours.

### Classement de la course

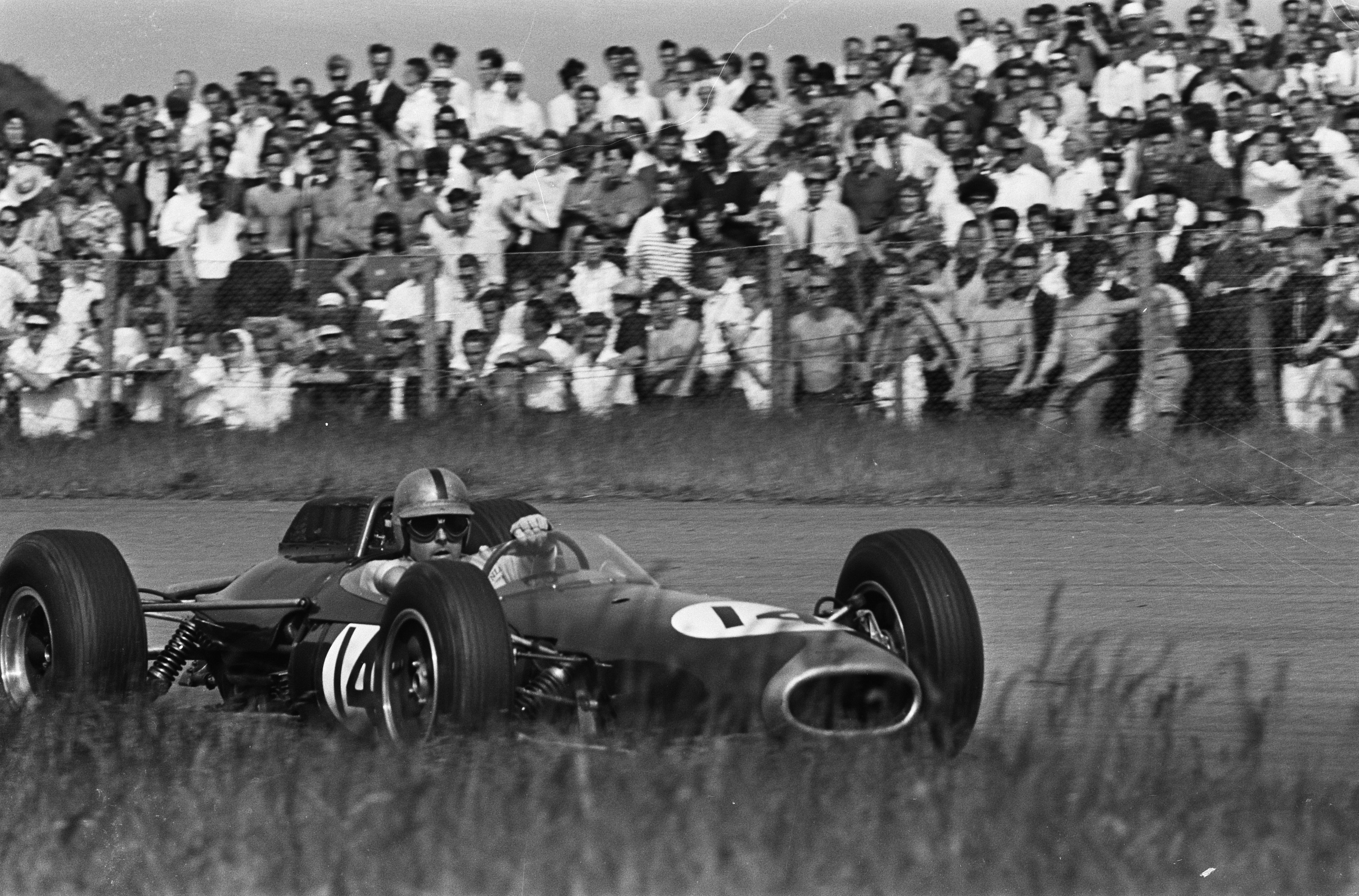
C'est sur une Brabham BT7 Climax identique à celle-ci que Dan Gurney s'est adjugé la victoire.

| Pos  | N° | Pilote          | Écurie         | Tours | Temps/Abandon      | Grille | Points |
| ---- | -- | --------------- | -------------- | ----- | ------------------ | ------ | ------ |
| 1    | 6  | Dan Gurney      | Brabham-Climax | 65    | 2 h 09 min 50 s 32 | 2      | 9      |
| 2    | 7  | John Surtees    | Ferrari        | 65    | + 1 min 08 s 94    | 4      | 6      |
| 3    | 8  | Lorenzo Bandini | Ferrari        | 65    | + 1 min 09 s 63    | 3      | 4      |
| 4    | 2  | Mike Spence     | Lotus-Climax   | 65    | + 1 min 21 s 86    | 5      | 3      |
| 5    | 1  | Jim Clark       | Lotus-Climax   | 64    | Moteur             | 1      | 2      |
| 6    | 18 | Pedro Rodríguez | Ferrari        | 64    | + 1 tour           | 9      | 1      |
| 7    | 9  | Bruce McLaren   | Cooper-Climax  | 64    | + 1 tour           | 10     |        |
| 8    | 4  | Richie Ginther  | BRM            | 64    | + 1 tour           | 11     |        |
| 9    | 10 | Phil Hill       | Cooper-Climax  | 63    | Moteur             | 15     |        |
| 10   | 17 | Moisés Solana   | Lotus-Climax   | 63    | + 2 tours          | 14     |        |
| 11   | 3  | Graham Hill     | BRM            | 63    | + 2 tours          | 6      |        |
| 12   | 11 | Innes Ireland   | BRP-BRM        | 61    | + 4 tours          | 16     |        |
| 13   | 23 | Hap Sharp       | Brabham-BRM    | 60    | + 5 tours          | 19     |        |
| Abd. | 15 | Chris Amon      | Lotus-BRM      | 46    | Boîte de vitesses  | 12     |        |
| Abd. | 5  | Jack Brabham    | Brabham-Climax | 44    | Panne électrique   | 7      |        |
| Abd. | 14 | Mike Hailwood   | Lotus-BRM      | 12    | Surchauffe moteur  | 17     |        |
| Abd. | 22 | Jo Siffert      | Brabham-BRM    | 11    | Pompe à essence    | 13     |        |
| Abd. | 16 | Jo Bonnier      | Brabham-Climax | 9     | Suspension         | 8      |        |
| Abd. | 12 | Trevor Taylor   | BRP-BRM        | 6     | Surchauffe moteur  | 18     |        |

Légende :
- Abd.=Abandon

### Pole position et record du tour
- Pole position :  Jim Clark (Lotus) en 1 min 57 s 24 (vitesse moyenne : 153,531 km/h). Temps réalisé lors de la séance d'essais du samedi 24 octobre[1].
- Meilleur tour en course :  Jim Clark (Lotus) en 1 min 58 s 37 (vitesse moyenne : 152,066 km/h) au quarante-sixième tour[15].

### Tours en tête
- Jim Clark : 63 tours (1-63)
- Dan Gurney : 2 tours (64-65)

## Classement final du championnat
- Attribution des points : 9, 6, 4, 3, 2, 1 respectivement aux six premiers de chaque épreuve.
- Pour la coupe des constructeurs, même barème et seule la voiture la mieux classée de chaque équipe inscrit des points.
- Seuls les six meilleurs résultats sont comptabilisés. Graham Hill doit donc décompter les deux points marqués en Belgique. Chez les constructeurs, Ferrari doit décompter les quatre points marquer en Grande-Bretagne ; BRM doit décompter les trois points acquis aux Pays-Bas, les trois acquis en Belgique et les trois acquis en Italie ; Lotus-Climax doit décompter le point marqué en Italie et les deux points marqués aux États-Unis.
- Le règlement permet aux pilotes de se relayer sur une même voiture, les points éventuellement acquis étant alors perdus pour pilotes et constructeur[1].

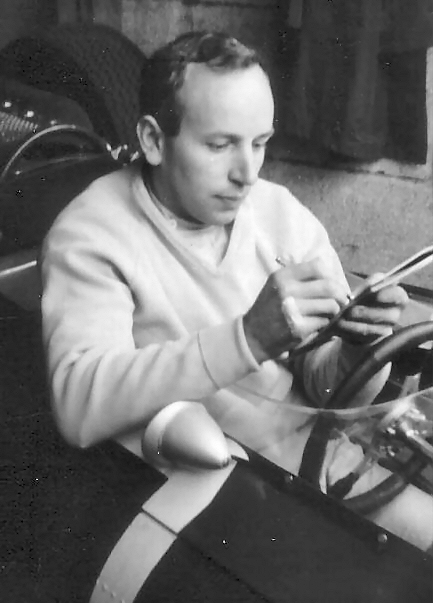
Déjà sept fois champion du monde moto, John Surtees ajoute un nouveau fleuron à son palmarès avec un titre mondial sur quatre roues.

| Pos. | Pilote              | Écurie            | Points  | MON | NL | BEL | FRA | GBR | ALL | AUT | ITA | USA | MEX |
| ---- | ------------------- | ----------------- | ------- | --- | -- | --- | --- | --- | --- | --- | --- | --- | --- |
| 1    | John Surtees        | Ferrari           | 40      | -   | 6  | -   | -   | 4   | 9   | -   | 9   | 6   | 6   |
| 2    | Graham Hill         | BRM               | 39 (41) | 9   | 3  | (2) | 6   | 6   | 6   | -   | -   | 9   | -   |
| 3    | Jim Clark           | Lotus             | 32      | 3   | 9  | 9   | -   | 9   | -   | -   | -   | -   | 2   |
| 4    | Lorenzo Bandini     | Ferrari           | 23      | -   | -  | -   | -   | 2   | 4   | 9   | 4   | -   | 4   |
|      | Richie Ginther      | BRM               | 23      | 6   | -  | 3   | 2   | -   | -   | 6   | 3   | 3   | -   |
| 6    | Dan Gurney          | Brabham           | 19      | -   | -  | 1   | 9   | -   | -   | -   | -   | -   | 9   |
| 7    | Bruce McLaren       | Cooper            | 13      | -   | -  | 6   | 1   | -   | -   | -   | 6   | -   | -   |
| 8    | Peter Arundell      | Lotus             | 11      | 4   | 4  | -   | 3   | -   | -   | -   | -   | -   | -   |
|      | Jack Brabham        | Brabham           | 11      | -   | -  | 4   | 4   | 3   | -   | -   | -   | -   | -   |
| 10   | Joseph Siffert      | Brabham           | 7       | -   | -  | -   | -   | -   | 3   | -   | -   | 4   | -   |
| 11   | Bob Anderson        | Brabham           | 5       | -   | 1  | -   | -   | -   | -   | 4   | -   | -   | -   |
| 12   | Tony Maggs          | BRM               | 4       | -   | -  | -   | -   | -   | 1   | 3   | -   | -   | -   |
|      | Mike Spence         | Lotus             | 4       | -   | -  | -   | -   | -   | -   | -   | 1   | -   | 3   |
|      | Innes Ireland       | BRP               | 4       | -   | -  | -   | -   | -   | -   | 2   | 2   | -   | -   |
| 15   | Joakim Bonnier      | Cooper & Brabham¹ | 3       | 2   | -  | -   | -   | -   | -   | 1¹  | -   | -   | -   |
| 16   | Chris Amon          | Lotus             | 2       | -   | 2  | -   | -   | -   | -   | -   | -   | -   | -   |
|      | Maurice Trintignant | BRM               | 2       | -   | -  | -   | -   | -   | 2   | -   | -   | -   | -   |
|      | Walt Hansgen        | Lotus             | 2       | -   | -  | -   | -   | -   | -   | -   | -   | 2   | -   |
| 19   | Mike Hailwood       | Lotus             | 1       | 1   | -  | -   | -   | -   | -   | -   | -   | -   | -   |
|      | Phil Hill           | Cooper            | 1       | -   | -  | -   | -   | 1   | -   | -   | -   | -   | -   |
|      | Trevor Taylor       | BRP               | 1       | -   | -  | -   | -   | -   | -   | -   | -   | 1   | -   |
|      | Pedro Rodríguez     | Ferrari           | 1       | -   | -  | -   | -   | -   | -   | -   | -   | -   | 1   |

| Pos. | Écurie         | Points  | MON | NL  | BEL | FRA | GBR | ALL | AUT | ITA | USA | MEX |
| ---- | -------------- | ------- | --- | --- | --- | --- | --- | --- | --- | --- | --- | --- |
| 1    | Ferrari        | 45 (49) | -   | 6   | -   | -   | (4) | 9   | 9   | 9   | 6   | 6   |
| 2    | BRM            | 42 (51) | 9   | (3) | (3) | 6   | 6   | 6   | 6   | (3) | 9   | -   |
| 3    | Lotus-Climax   | 37 (40) | 4   | 9   | 9   | 3   | 9   | -   | -   | (1) | (2) | 3   |
| 4    | Brabham-Climax | 30      | -   | 1   | 4   | 9   | 3   | -   | 4   | -   | -   | 9   |
| 5    | Cooper-Climax  | 16      | 2   | -   | 6   | 1   | 1   | -   | -   | 6   | -   | -   |
| 6    | Brabham-BRM    | 7       | -   | -   | -   | -   | -   | 3   | -   | -   | 4   | -   |
| 7    | BRP-BRM        | 5       | -   | -   | -   | -   | -   | -   | 2   | 2   | 1   | -   |
| 8    | Lotus-BRM      | 3       | 1   | 2   | -   | -   | -   | -   | -   | -   | -   | -   |

## À noter
- 3e victoire en championnat du monde pour Dan Gurney.
- 2e victoire en championnat du monde pour Brabham en tant que constructeur.
- 34e victoire en championnat du monde pour Climax en tant que motoriste.
- À l'issue de cette course, John Surtees est champion du monde des pilotes et Ferrari remporte la Coupe des constructeurs.